# Jacques Chailley
Pour les articles homonymes, voir Chailley (homonymie).
Jacques Chailley est un musicologue et compositeur français, né à Paris le 24 mars 1910 et mort à Montpellier le 21 janvier 1999.

## Biographie
Sa mère était la pianiste Céliny Chailley-Richez (1884–1973), son père le violoniste Marcel Chailley (1881–1936). Adolescent, il fut pensionnaire à l’Abbaye de Fontgombault (Indre) où il apprit à jouer de l’orgue et s'initia à la direction de chœurs. Âgé de 14 ans, il composa un Domine non sum dignus à quatre voix. Pendant longtemps il sera un des principaux responsables musicaux des Scouts de France et de sa chorale l'Alauda .
Il bénéficia d'un enseignement classique et musical de qualité. Il étudia ainsi l'harmonie avec Nadia Boulanger, le contrepoint et la fugue avec Claude Delvincourt, la musicologie avec Yvonne Rokseth qui l'initie à la musique médiévale. Au Conservatoire de Paris, il suit les cours d’histoire de la musique de Maurice Emmanuel et de composition avec Henri Büsser (qui avait été l'élève de Charles Gounod).
À la Sorbonne, il est l'élève en histoire de la musique d'André Pirro avec lequel il présente son premier travail musicologique en 1935 (diplôme d'études supérieur). Le jeune Jacques Chailley prend également des cours de direction d'orchestre dont ceux de Pierre Monteux ou encore de Willem Mengelberg et Bruno Walter à Amsterdam alors qu'il est pensionnaire de la Maison Descartes (1935-1936) . Là, il travaille également la recherche musicologique avec Albert Smijers.
Passionné par la musique médiévale, à laquelle il consacrera une grande part de son activité musicologique, il fonde dès 1934 le chœur Psalette Notre-Dame dans l'optique de la faire revivre. De même il fonde à la Sorbonne sous la direction de Gustave Cohen, le groupe de théâtre des Théophiliens. Enfin, il collabore activement à la fondation du Groupe de Théâtre antique de la Sorbonne (en compagnie notamment de Jacques Veil et Roland Barthes). Dans cette université, il acheva ses deux thèses sur la musique, dans le cadre du cursus de littérature française médiévale : L'École musicale de Saint-Martial de Limoges jusqu'à la fin du XIe siècle ainsi que Chansons de Gautier du Coinci.
C'est à partir de cette époque que débute son intense production musicologique avec des ouvrages consacrés notamment à la musique médiévale, à la théorie de la musique et de l'harmonie, à l'évolution des langages musicaux, à la notation musicale, ainsi qu'à plusieurs compositeurs, dont Johann Sebastian Bach, Mozart, Schubert, Berlioz, Schumann, Wagner. Parallèlement, il ne néglige pas les ouvrages d'enseignement et de vulgarisation (histoire de la musique, méthode de déchiffrage pianistique, guide pour les jeunes pianistes, etc.)
Jacques Chailley comptait parmi les membres d'un mouvement de résistance rassemblé autour du Parti communiste : le Front national des musiciens, créé en mai 1941 après l'invasion de l'URSS par les armées de Hitler. C'était une organisation de résistance spécifique aux professionnels de la musique, créée par Elsa Barraine, Roger Désormière, Louis Durey (tous trois proches du Parti communiste français), Roland-Manuel (juif lui-même, ancien élève de la Schola Cantorum de Vincent d'Indy) et Claude Delvincourt. Il fait partie des musiciens "réunis sous le Patronage de la radiodiffusion nationale pour créer une large fresque" sur Jeanne d'Arc créée en 1942 (Voir Georges Dandelot pour plus de détails).
En 1952, après la soutenance de sa thèse de doctorat et son élection comme professeur à la Sorbonne sur la chaire d'histoire de la musique laissée vacante par Paul-Marie Masson, Jacques Chailley prend la direction de l'Institut de musicologie de l'université de Paris qui devient en 1969-1970 l'UER (puis l'UFR) de Musique et musicologie de l'université Paris-Sorbonne, UFR qu'il dirige jusqu'à sa retraite en 1979.
En tant que professeur, Jacques Chailley a enseigné simultanément la pratique chorale au Conservatoire de Paris, mais surtout la musicologie à l'Institut de musicologie puis à l'UFR de musicologie de Paris-Sorbonne. Il a dirigé les thèses de doctorat de nombreux musicologues aujourd'hui reconnus (notamment de Barry Brook, Tran Van Khe, Simha Arom, Édith Weber, Amnon Shiloah, Mireille Helffer, Gilles Léothaud, Jacques Viret, Michel Huglo, Jean-Rémy Julien, Annie Labussière, Danièle Pistone…). Entre 1951 et 1969, il pilote au Lycée Jean-de-La-Fontaine, duquel tant de collégiens fréquentaient les classes à horaires aménagés pendant leurs études au Conservatoire, les classes préparatoires au CAEM (Certificat d'aptitude à l'Enseignement Musical), concours national du professorat musique.
En 1970 il crée à l'université de Paris-Sorbonne la licence d'éducation musicale et de chant choral (ce que les étudiants eux-mêmes appelaient couramment mais improprement la licence de « musicologie ») et le cursus complet menant au doctorat. Entre 1973 et 1975, il obtient la création des concours du CAPES et de l'Agrégation d'éducation musicale et de chant choral, succédant au CAEM. Il facilita ainsi la reconnaissance de la musicologie à l'université comme discipline autonome et permit à de nombreux musiciens de trouver une situation professionnelle plus stable. Il fut également inspecteur général de la musique au Ministère de l'Éducation nationale et directeur de la Schola Cantorum de Paris de 1962 jusque vers 1982.
De 1946 à 1961, il dirigea également la chorale L’Alauda. Il est de surcroît nommé en 1969 le deuxième président de la Consociatio internationalis musicæ sacræ, créée en 1963 par le pape Paul VI. Jacques Chailley occupa cette fonction jusqu'en 1974.
Son érudition et son éclectisme, mais aussi son caractère tranché et ses opinions marquées, firent de lui un des principaux personnages de la vie musicale française de l’après-guerre. Toujours resté dans la tradition française post-debussyste avec un langage modal proche de Ravel, Roussel ou Honegger fermement opposé aux « avant-gardes » atonales et sérielles (très en vogue dans les années d'après-guerre). 
Son œuvre compte 129 numéros d’opus. Les archives privées de Tobias Broeker conservent une grande partie des manuscrits de Jacques Chailley.

## Controverse
Jacques Chailley fut secrétaire général (1937), puis sous-directeur (1941) du Conservatoire de Paris. Son rôle pendant la guerre fait l'objet d'une controverse. Jean Gribenski, qui a enseigné à la Sorbonne sous ses ordres, mentionne dans un chapitre du livre collectif La vie musicale sous Vichy que Chailley, en collaboration avec Henri Rabaud en 1940, a établi une liste des étudiants juifs du conservatoire de Paris : 

« L’éviction des élèves juifs se fait en deux temps. La première étape commence dès le début d’octobre 1940. […] la direction du conservatoire (Rabaud ? Chailley, de sa propre initiative ?) réalise entre le 4 et le 10 octobre une enquête méticuleuse auprès des élèves. Ses résultats sont consignés dans un volumineux dossier, presque entièrement de la main de Chailley, qui comporte notamment les déclarations individuelles des élèves et des listes nominatives soigneusement établies. »

 Gribenski, précise que la liste établie par Rabaud et Chailley n'a pas été communiquée aux Allemands, l'exclusion d'étudiants juifs a eu lieu deux ans plus tard, sous la contrainte, alors que le Conservatoire était dirigé par Claude Delvincourt. Qu'une liste ait été utilisée pour l'exclusion des étudiants juifs du Conservatoire a été contesté par des témoins de l'époque dès le colloque où Gribenski avait présenté pour la première fois le résultat de ses recherches, en 1999. Cette polémique est réapparue en 2011, après que la Sorbonne eut décidé de donner son nom à un amphithéâtre (polémique déclenchée par un article de l'hebdomadaire Le Canard enchaîné).

Michèle Alten a publié depuis un article fondé sur une étude approfondie des archives, qui donne un autre éclairage sur les événements de 1940. Elle écrit : 

« À la suite des remarques des services allemands s’étonnant de la non-application aux élèves des mesures anti-sémites, il [Rabaud] a fait passer une note interne aux 60 professeurs présents le 4 octobre dans l’établissement, leur demandant de faire remplir à leurs élèves une déclaration sur leurs origines raciales. Aucune synthèse nominale n’est alors effectuée. Seul un cahier, signé par chacun des enseignants, atteste que les déclarations ont été remplies. »

 C'est à cette enquête que semble faire référence l'article de Jean Gribenski. La démarche d'Alten est fondamentalement remise en cause par Esteban Buch et Karine Le Bail.

## Distinctions
- Grand-croix de l'ordre national du Mérite (1995)[17]

## Compositions

### Piano
- Suite en si majeur (1923)[9]
- Le Chant de l'Alauda (1932)[9]
- Suite Le Jardin nuptial (1947)
- Sonata breve (1965)
- Ballade romantique (1989)

### Orgue
- Quatre pièces d'orgue pour la liturgie de la messe (1962)
- Triptyque (1984–87)
- L'Annonciation (1984–87)
- Prélude-Dédicace (1985)
- Paraphrases liturgiques (1984–87)
- Ma mere l'Oye - transcription des interludes de Maurice Ravel pour 4 mains ou 2 pianos (1991)

### Musique de chambre
- Minuetto scherzando pour violon et piano (1932)[9]
- Double cantabile pour violon, alto et orgue (ou piano) (1935)[9]
- Albenga pour violon et piano (1935)[9]
- Aria pour alto et piano (1936)[9]
- Deux sonneries en fanfare dans le style du XIIIe siècle, pour cuivres (1936)[9]
- Quatuor à cordes (1939)
- Sonata pour alto et piano (1939–41)
- Suite Enfantine pour quintet à cuivres (1976)
- Sur le nom d'Hélène, pour violon et piano (1978)
- Mini-Suite pour quatuor de flûtes à bec (1984)
- Sonata pour violon seul (1987)
- Suite à l'ancienne pour flûte et clavecin (1996)[9]

### Orchestre
- Suite sur des airs Scouts, pour petit orchestre (1929)[9]
- Symphonie No.1 (1942–47)
- Danses et Conduits - Suite du XIIIe siècle, pour orchestre (1947)[9]
- Or est grand deuil pour la mort de Roland (1959)
- Symphonie No.2 (1984)
- Cantabile pour cordes (1971)
- Mors est Rolanz (1975)
- Solmisation, pour cordes (1977)

### Voix et piano
- Le pèlerin d'Assise (1932–42)
- A ma femme (1949–54)
- Poèmes sur la mort (1982)
- 7 Chansons légères (1983)
- Le Chien à la mandoline (1987)
- Le Menuisier du Roi (1945, M. Fombeure)
- Plainte de Rachel

### Chœur a cappella
- L'Arbre de paradis (1933, L. Chancerel)
- La Tentation de saint Antoine (1936; Instr. ad libitum)
- Chant de la fidélité (1946)
- Kyrie des gueux (1946)
- Missa Solemnis (1947)
- Aux Morts pour la patrie (1953, V. Hugo)
- Messe brève de angelis (1955)
- Messe Orbis factor (1959)
- Demeure le secret (1962, M. Pol-Fouchet; Doublechoir)
- Fables de mon jardin (1961, G. Duhamel)

### Voix et ensemble
- Exercices de style (1965, Raymond Queneau)
- Les Grandes Heures de Reims (1938)
- Jeanne devant Reims (1941)
- Le Cimetière marin (1980)

### Oratoire
- Casa Dei (1991, Y. Hucher)
- Eloge de la Sagesse (1992)

### Opéra
- Pan et la Syrinx (1946)
- Le Jeu de Robin et Marion (1950)
- Thyl de Flandre (1949–54)

### Ballet
- La Dame la licorne (1953)

### Musique de scène
- Les Perses (1936)
- Antigone (1939),
- Agamemnon (1947)
- La Belle au bois (1951)

## Publications
Jacques Chailley a publié de nombreux ouvrages marquants, aussi bien sur la musique grecque que sur celle du Moyen Âge, sur les Passions, les chorals pour orgue et l’Art de la fugue de J. S. Bach, le Carnaval de Schumann, le Tristan de Wagner. On note son intérêt pour l'exégèse des aspects maçonniques de La Flûte enchantée de Mozart, du Winterreise (le « Voyage d'hiver ») de Schubert ou de Parsifal de Wagner.
Il est également l’auteur de plusieurs ouvrages sur l’harmonie et son histoire, la question de la modalité, ainsi qu’une importante histoire de la musique en plusieurs volumes et des ouvrages de vulgarisation. On lui doit également des études sur des musiciens du Moyen Âge : Adam de la Halle, Guillaume de Machaut dont il rédigea la première transcription publiée de la Messe de Notre Dame, ou Gautier de Coincy.
Discographie sélective
Marc-Antoine Charpentier :  Messe pour plusieurs instruments au lieu des orgues H 513, Ballet de la Merlaison de Louis XIII roi de France, Groupe des instruments anciens de Paris, Otto Steinkopf, serpent, Ensemble instrumental et vocal, dir. Jacques Chailley. LP Pathé 1965.

## Écrits
L'œuvre musicologique de Jacques Chailley comporte 53 livres et 429 articles divers. Parmi ses principaux ouvrages :
- Petite histoire de la chanson populaire française. Paris, Presses Universitaires de France, 1942. 16°, 64 p.
- Théorie de la Musique, avec Henri Challan, préf. de Claude Delvincourt. Paris, Alphonse Leduc, 1947. 4°, 95 p.
- Histoire musicale du Moyen Âge. Paris : Presses Universitaires de France, 1950. 2e édition : 1969, 336 p.
- Les notations musicales nouvelles. Paris, Alphonse Leduc, 1950.
- La musique médiévale. Paris : Éditions du Coudrier, 1951
- Précis de musicologie, PUF, 1958, 1984.
- Traité historique d’analyse musicale. Paris, Alphonse Leduc, 1951, rééd. 1977 sous le titre Traité historique d'analyse harmonique.
- L'Imbroglio des modes. Paris, Alphonse Leduc, [1960]. 4°, 92 p. Réédité en 1977.
- 40000 ans de musique. Paris, Plon, [1961], 326 p. Réédition à Paris : L'Harmattan, 2000, 328 p.
- Les Passions de J.S. Bach. Paris, Presses universitaires de France, 1963. 4°, 455 p. 2e éd. : 1984.
- Cours d'histoire de la musique, préparation aux professorats d'enseignement musical et aux instituts de musicologie... Paris, Alphonse Leduc, 1967. 8°. Nombreuses rééditions.
- Le voyage d'hiver de Schubert, col. Au-delà des notes, 6, éd. Alphonse Leduc, Paris, 1975, 53 p. (OCLC 1913297)
- La musique grecque antique
- Éléments de philologie musicale. Paris, Alphonse Leduc, 1985.  (ISBN 2-85689-027-X)
- Jacques Chailley (dir.), « Tasto solo », dans Marc Vignal, Dictionnaire de la musique, Paris, Larousse, 2005 (1re éd. 1982), 1516 p. (OCLC 896013420, lire en ligne), p. 982.